# (1208) Troilo
(1208) Troilo es un asteroide perteneciente a los asteroides troyanos de Júpiter descubierto el 31 de diciembre de 1931 por Karl Wilhelm Reinmuth desde el observatorio de Heidelberg-Königstuhl, Alemania.

## Designación y nombre
Troilo fue designado inicialmente como 1931 YA.
Posteriormente se nombró por Troilo, un personaje de la mitología griega.

## Características orbitales
Troilo orbita a una distancia media de 5,25 ua del Sol, pudiendo alejarse hasta 5,736 ua y acercarse hasta 4,765 ua. Tiene una excentricidad de 0,09247 y una inclinación orbital de 33,54°. Emplea en completar una órbita alrededor del Sol 4394 días.